# Anatolij Efros
Anatolij Efros (russisk: Анатолий Васильевич Эфрос) (født 3. juli 1925 i Kharkiv i det Sovjetunionen, død 13. januar 1987 i Moskva i Sovjetunionen) var en sovjetisk filminstruktør og manuskriptforfatter.

## Filmografi
- Sjumnyj den (Шумный день, 1960)[1][2]
- Dvoje v stepi (Двое в степи, 1964)
- V tjetverg i bolsje nikogda (В четверг и больше никогда, 1977)